# Calpocalyx ngounyensis
Calpocalyx ngounyensis là một loài thực vật có hoa trong họ Đậu. Loài này được Pellegr. miêu tả khoa học đầu tiên.